# Nicolás Levalle
Nicolás Levalle (Cicagna, 6 dicembre 1840 – Buenos Aires, 28 gennaio 1902) è stato un generale e politico italiano naturalizzato argentino.
Prese parte a diverse campagne militari, tra cui la battaglia di Cepeda, la battaglia di Pavón durante la guerre civili, e la battaglia di Pehuajó e la battaglia di Yatay, durante la guerra contro il Paraguay.

## Biografia
Nicola Lavaggi nacque a Cicagna, Genova, Italia, figlio di Lorenzo e Benedetta Daneri, di nobile famiglia emigrarono a Buenos Aires nel 1842. In Argentina il suo nome venne storpiato in Nicolás Levalle. Partecipò attivamente alla maggior parte dei conflitti armati verificatisi in Argentina tra il 1852 e il 1893. Fu comandante in capo dello stato maggiore dell'esercito argentino, prestando servizio dal 1887 al 1890.
Nicolás Levalle fu il fondatore del Circolo Militare Argentino e prestò servizio per diversi periodi come ministro della Guerra e della Marina durante la presidenza di Miguel Juárez Celmán, Carlos Pellegrini e José Evaristo Uriburu. Fu anche al comando del 2 ° Regimiento de Caballería de Línea, prendendo parte attiva alle campagne contro gli indiani durante la conquista del deserto.